# Barry Stevens
Barry Wayne Stevens (Flint, 17 gennaio 1963 – Gary, 21 febbraio 2007) è stato un cestista e allenatore di pallacanestro statunitense, professionista nella NBA.

## Carriera
Venne selezionato dai Denver Nuggets al secondo giro del Draft NBA 1985 (43ª scelta assoluta).